# 帕拉迪斯 (路易斯安那州)
帕拉迪斯（英語：Paradis）是位於美國路易斯安那州聖查爾斯堂區的一個普查規定居民點。

## 人口
根據2020年美國人口普查的數據，帕拉迪斯的面積為17.27平方千米，當中陸地面積為16.65平方千米，而水域面積為0.62平方千米。當地共有人口1242人，而人口密度為每平方千米71.92人。